# P̔
P̔ (minuscule : p̔), appelé P virgule réfléchie suscrite, est une lettre latine qui était utilisée dans l’écriture de l’éwé.
Il s’agit de la lettre P diacritée d’une virgule réfléchie suscrite.

## Usage informatique
Le P virgule réfléchie suscrite peut être représenté avec les caractères Unicode suivants : 
- décomposé (latin de base, diacritiques) :

| formes    | représentations | chaînes de caractères | points de code | descriptions                                                    |
| --------- | --------------- | --------------------- | -------------- | --------------------------------------------------------------- |
| capitale  | P̔               | P◌̔                    | U+0050 U+0314  | lettre majuscule latine p diacritique virgule réfléchie en chef |
| minuscule | p̔               | p◌̔                    | U+0070 U+0314  | lettre minuscule latine p diacritique virgule réfléchie en chef |

## Sources
- Ernst Henrici, Lehrbuch der Ephe-Sprache (Ewe) Anlo, Anecho- und Dahome-Mundart, Stuttgart & Berlin, W. Spemann, 1891 (lire en ligne)
- Diedrich Westermann, Grammatik der Ewe-Sprache., Berlin, D. Reimer (E. Vohsen), 1907 (lire en ligne)